# Нелахозевес
Нелахозевес (чеш. Nelahozeves) је насељено мјесто са административним статусом сеоске општине (чеш. obec) у округу Мјелњик, у Средњочешком крају, Чешка Република.

## Становништво
Према подацима о броју становника из 2014. године насеље је имало 1.862 становника.

## Личности
- Антоњин Дворжак, чешки композитор и диригент